# 碘缺乏病

每10万人因缺碘而导致的失能调整生命年。数据来自世界卫生组织，2004年。
无资料
小于50
50-100
100-150
150-200
200-250
250-300
300-350
350-400
400-450
450-500
500-800
大于800

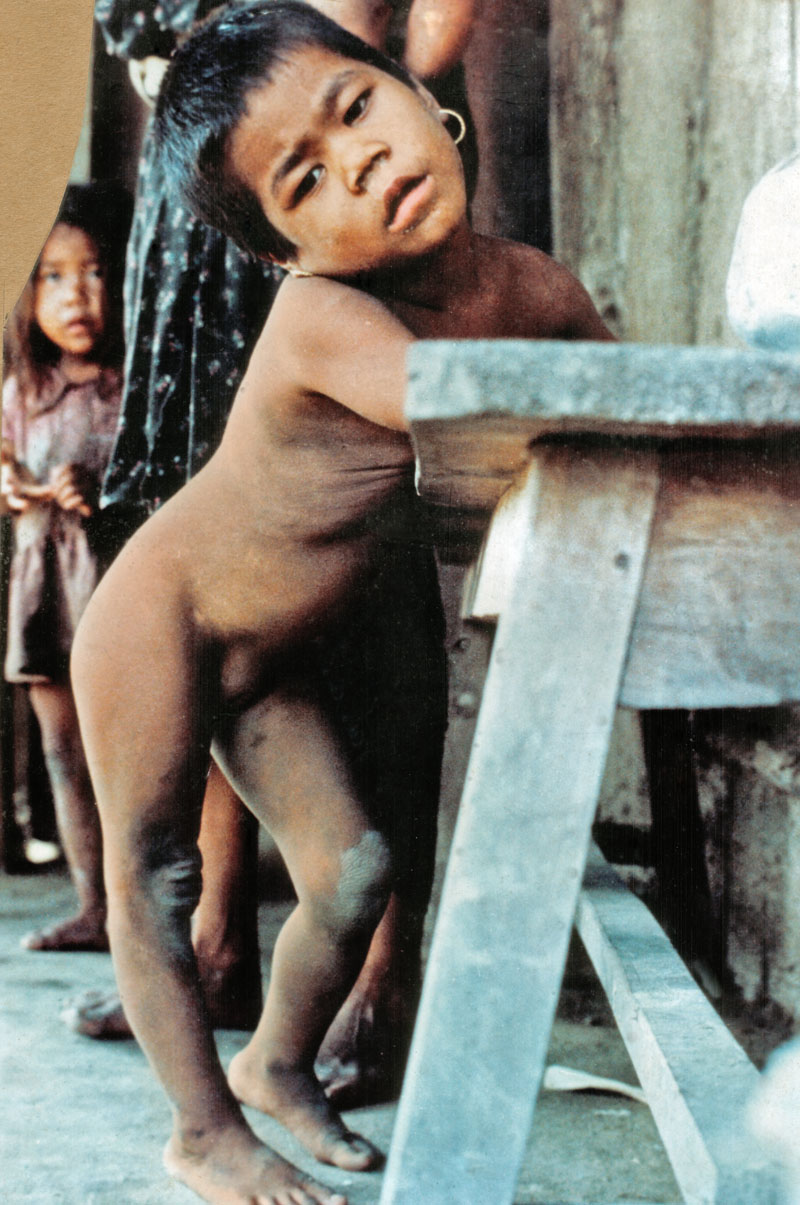
患克汀病的儿童

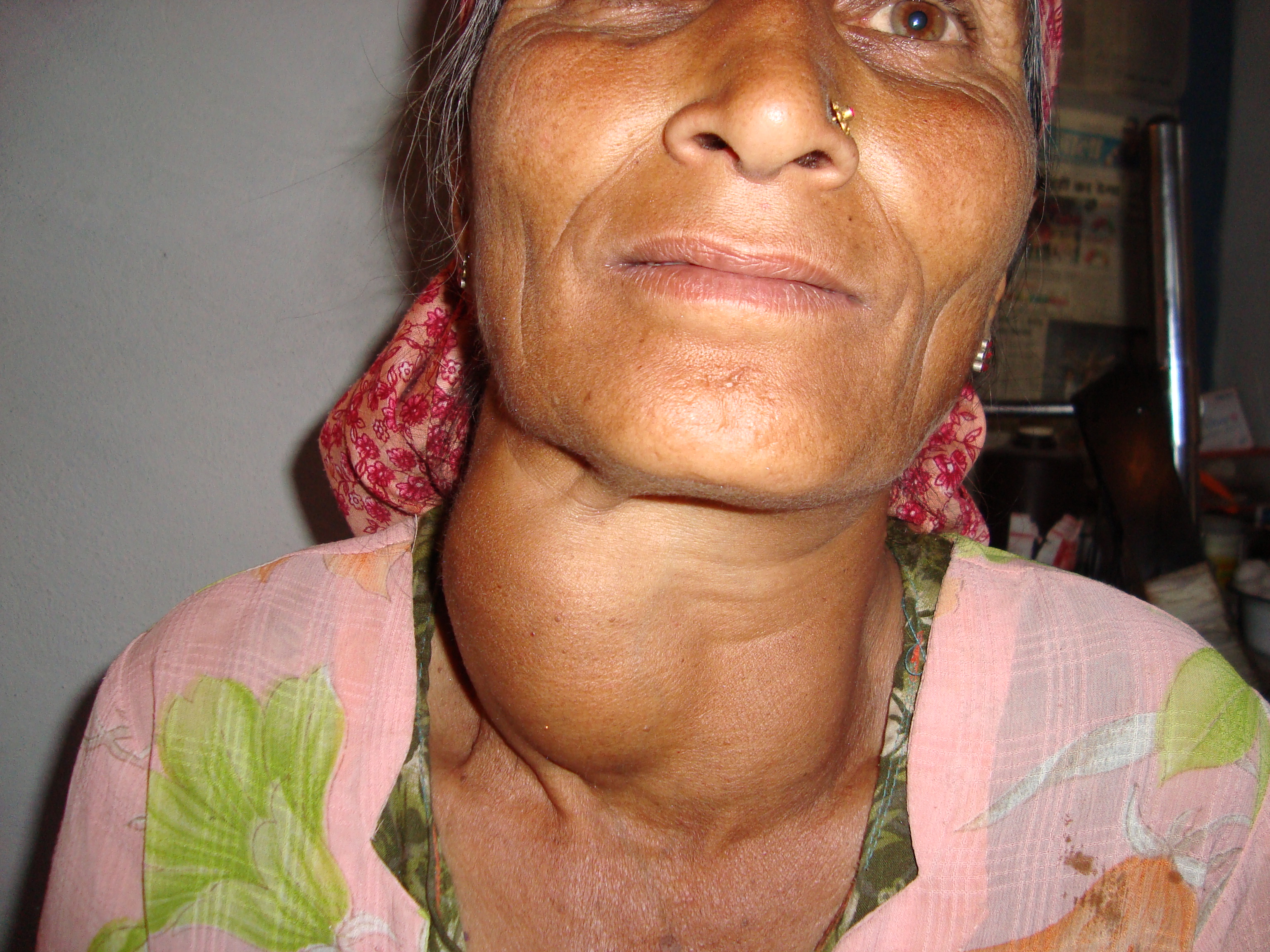
甲状腺肿（俗称大脖子病）

碘缺乏病（IDD）是因缺乏攝入碘元素而造成的病態。這種病症通常出現於遠離海洋的內陸地區的人口，因海產是人體攝取碘的主要來源，以及內陸地區土壤含量不足。但并不代表沿海地区就不存在碘缺乏的情况，例如中国大陆的广东省和上海市。碘缺乏病目前正影响着全球大约20亿人口，在许多国家，碘缺乏病是主要的可预防公众疾病之一。

## 危害
- 智力发育迟缓（如地方性呆小症）
- 孕妇早产、流产和先天畸形儿，影响胎儿大脑的正常发育。
- 甲狀腺腫大（大脖子病），亦即地方性流行病的地方性甲状腺肿大（英语：Endemic goitre）

## 分度
由于尿碘值约为摄入量的70％～80％，所以，尿碘是监测碘营养的公认指标。碘缺乏可依据尿碘浓度进行分度：
- 轻度：50～99μg/l。
- 中度：20～49μg/l。
- 重度：＜20μg/l。

## 预防
現時這類人口通常以添加碘質的食品，例如碘鹽，以預防碘缺乏病。